# 莒江话
莒江话，是温州市泰顺县的一种吴语方言，兼具吴语瓯江片和处衢片的特点。莒江话在1981年的方言调查中归并于吴语处衢片罗阳话，《泰顺县志》（1998年）认为属于瓯江片:717-718，秋谷裕幸（2002年）属于独立于瓯江片和处衢片的方言。莒江话通行范围包括泰顺县东北部的莒江、新浦、包垟、连云、翁山、百丈、峰门、筱村（部分）、洪口（部分）和横坑（部分）等乡镇，使用人口大约5万。根据秋谷裕幸的调查，莒江话具有28个声母和62个韵母，韵母数量异常丰富，虽然保留了古全浊声母字，但声母会在阳平时清化；就轻唇音而言，“非敷奉”读塞音，“微”部分读重唇；就具体韵母而言，效摄一二等字不同韵，例如宝与饱不同音，鼻化韵丰富；古阳声韵多读鼻化韵或者鼻尾韵，古入声韵多带塞音韵尾或k音；声调有清浊阴阳八声，句尾有比较罕见的声调拉长现象。